# Gemering
Gemering ist eine Ortschaft und Katastralgemeinde in der Gemeinde St. Florian im Bezirk Linz-Land im Bundesland Oberösterreich.
Gemering ist eine von 12 Katastralgemeinden im Gemeindegebiet des Marktes St. Florian und umfasst 439,12 Hektar (Stand 2001) und 420 Einwohner (Stand 1. Jänner 2023).
Im Grundbuch werden 168 Adressen als zur Katastralgemeinde Gemering gehörig aufgelistet. Der Ort Gemering selbst besteht heute nur noch aus einem Hof, dem Zehetnergut, mit der Adresse Gemering 1. Die Ortschaft hat 10 Einwohner (Stand 1. Jänner 2024).

## Lage
Nachbargemeinden
| Ölkam    | Tödling     |            |
| Rohrbach |             | Taunleiten |
|          | St. Florian |            |

## Geschichte
Gemering liegt in unmittelbarer Nähe der aus dem Mittelneolithikum stammenden zweifachen Kreisgrabenanlage von Ölkam was eine erste Besiedlung der Gegend in der Jungsteinzeit belegt.
Eine erste urkundliche Erwähnung findet sich in den Urkunden anlässlich der Wiederherstellung des Stiftes St. Florian nach seiner Zerstörung während der Ungarneinfälle 900–955. Der Passauer Bischof Altmann ließ das Kloster wiederaufbauen und bestätigte in der Stiftungsurkunde 1071 dem Stift die ihm erneut zugehörigen Besitzungen. Darin wird auch Gemering als Goemerichingen erwähnt („In Gomerichingen duo mansi et dimidius“).
Analoge Erwähnungen finden sich in den Urkunden aus den Jahren 1111 und 1113 von Bischof Ulrich von Passau.
Gemering war seit mindestens dem 14. Jahrhundert ein Amt der Herrschaft Stift St. Florian mit dem Sitz des Amtmanns und Zehentner im dortigen Zehetnergut. Im Urbar A und B (1378) wird es als „De Goemerhing“ und „De Gömrehing“ aufgeführt. In Folie 32 erfolgt eine Auflistung der Zehenthäuser für die der Hof in Gemering 1471 unter Oswolt Zehentner zuständig war. Es sind dies 121 Häuser, davon 10 Höfe, 8 Huben, 68 Lehen, 34 Sölden und eine Mühle. In Gemering selbst werden ein Hof, drei Lehen und drei Sölden gelistet. In Urbar C (1404) und D (1413) bei den Einkünften der Prälatenkammer wird Gemering aufgeführt: Primo de curia in Gomerhing locacio annone secundum temporis exigenciam et fortune. In Urbar E (1445) wird der Decimator Oswold in Gemering bei Namen genannt: Primo Owsald decimator in Gomerhing.
Auf der Landkarte von Carl Schütz und Franz Müller (1787) erscheint Gemering erstmals als Gemmerin. Diese Karte erschien im 1787 auf 12 Einzelblättern, die Oberösterreich im Maßstab von etwa 1:86.000 zeigen. Es handelt sich um eine gedruckte Verkleinerung der handgezeichneten sogenannten Josephinische Landesaufnahme.
Laut Adressbuch von Österreich waren im Jahr 1938 in Gemering zwei Schuster, ein Wagner und mehrere Landwirte ansässig.

## Namenforschung
Im Laufe der Geschichte nahm der Ortsname verschiedene Formen an. Im Historisches Ortsnamen-Lexikon des Landes Oberösterreich ist das heutige Gemering unter Gömering gelistet und folgende Namen sind angegeben: Gomerichingen (1071), Gomerichingin (1111), de Gomerichen (13. Jhrh), Gomrehing (ca. 1300), Gomreiching (1313), Goemerhing – Goemerring – Gömrehing (1378), Gömräching (1381), Gömerhing (1471), Gemmering (1835).
Gemering (Gomerichingen) ist ein echter -ing Name d. h. die Endung -ing ist mit einem Personen- oder Sippennamen verbunden, wodurch eine Zugehörigkeit ausdrückt wird. Diese Namen sind typisch für den altbairische Siedlungsraum ab dem 6./7. Jahrhundert. Die Siedlung Gomerichingen wurde nach dem Personennamen Gomerich benannt („Ort bei den Leuten des Gomerich“). Die alemannischen Ortsnamen, welche auf -ingen (-ing), -inghofen, -dorf und -wang enden, stammen von ca. 450 – 700 n. Chr. als erste Siedlungen gegründet wurden.
Diese Ortschaften sind oft nicht Dörfer im eigentlichen Sinne, sondern besitzen nur ein oder zwei Gehöfte, wie dies auch in Gemering der Fall ist. Nach Eberhard Kranzmayer waren die ältesten Siedlungen mit dem Typus -dorf und die wahrscheinlich zeitgleichen Namen auf -ing und -ham Einzelgehöfte mit freien Wehrbauern, also mit Bauernadel, und ihre Ursprünge verlieren sich ins Dunkel von Zeiten, zu denen es noch keine oder nur sporadische Urkunden gibt.

## Gehöfte und Einwohner

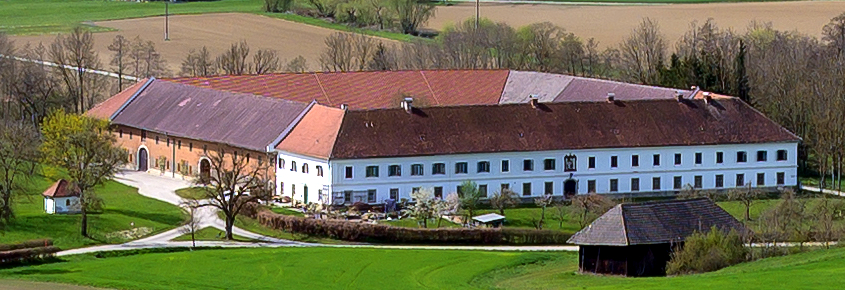
Zehetnergut in Gemering

Der Ort Gemering besaß ursprünglich zwei Gehöfte, das Zehetnergut und das kleinere Pichlbauergut mit den jeweiligen Nebengebäuden.
Im Jahr 1906 kauften die damaligen Besitzer des Zehetnergutes, Franz und Theresia Födermayr, für 37.000 Kronen das Pichlbauergut, womit sich alle behausten Gebäude Gemerings in der Hand eines Besitzers befanden. Die Pichlbauer Gebäude wurde seither abgerissen. Seither besteht Gemering nur noch aus dem Zehetnergut, dem größten noch existierenden Vierkanthof Oberösterreichs.
Im Jahre 1869 wurden in Gemering 7 Häuser mit 38 Bewohnern (21 männlichen und 17 weiblichen) verzeichnet.
Im Historischen Ortslexikon (Datenbestand: 31.8.2016) sind folgende Zahlen an behausten Gebäuden (G) und Einwohnern (E) angegeben: 1869: 7 G – 38 E, 1951: 3 G – 44 E, 1961: 4 G-35 E, 1971: 4 G-36 E, 1981: 4 G – 9 E, 1991: 2 G – 4 E, 2001: 1 G – 6 E, 2011: 1 G – 7 E.
2022 hatte Gemering 12 Einwohner und 2023 10 Einwohner.
Auf der Administrativkarte des Erzherzogthums Oesterreich ob der Enns von Alois Souvent (erschien erstmals 1857, Maßstab 1:72.000) sind in Gemering 7 Häuser eingezeichnet. Auch die Häuserchronik St. Florian veröffentlicht 1993 listet 7 Häuser in der Ortschaft Gemering.
Die Tabelle zeigt die Häusernamen sowie deren erste dokumentarische Erwähnung laut der Häuserchronik St. Florian, die Hausbesitzer die im Theresianisches Gültbuch von 1750 (TG), im Josephinisches Lagebuch von 1787 (JL) und im Alten Grundbuch, angelegt 1790–1793, (AGB) erwähnt werden.
| Haus       | Namen | Häuserchronik                                                   | TG 1750           | JL 1787         | AGB 1790–1793                       |
| Gemering 1 | Zehetner zu Gemering, Zehstner, Zehetnergut mit Franzl- und Lederersölde (AGB), Zehetnergut (JL), Zechetnergut mit Mühle, Brunnlehen, Franzl- und Lederersölde (TG) | 1378 De Goemerhing                                              | Winkhler Ehrhardt | Pfimberger Karl | Fimberger Karl (Besitzerwerb: 1789) |
| Gemering 2 | Mühle, Hausmühle zu Nr. 1 (JL) | 1624 Mül zu Gemhering – Zehentner Adam                          |                   | Pfimberger Karl |                                     |
| Gemering 3 | Hanfstube, Hanfstuben zu Nr. 1 (JL) | 1785 Hanfstube zu Haus Nr. 1                                    |                   | Pfimberger Karl |                                     |
| Gemering 4 | Fränzlsölde, Brunnhaus zu Nr. 1 (JL) | 1607 Collman Zehentner von der Fränzlsöldt zu Gembhering        |                   | Pfimberger Karl |                                     |
| Gemering 5 | Ledersölde, Neuhaus zu Nr. 1 (JL) | 1607 Collman Zehentner zu Gembhering von der Ledersöldt am Orth |                   | Pfimberger Karl |                                     |
| Gemering 6 | Pichlbauersölde, Grubersölde (AGB), Inleuthäusl zu Nr. 7 (JL) | 1607 Geörg Grueber daselbst von der Söldt                       |                   | Karmayr Georg   |                                     |
| Gemering 7 | Pichlbauergut, Pichlbaurngut mit der Grubersölde (AGB), Pichlbauerngut mit der Gruebersölde (TG)                                                                    | 1625 Pichlpauern Gueth zu Gembhering und Zehent an Florian      | Grundtner Thomas  | Karmayr Georg   | Karmayr Georg (Besitzerwerb: 1775)  |

In 1984 standen neben dem Hauptgebäude des Zehetnergutes noch die Hausmühle, das Backhaus, ein Inwohnerhaus, der Ziegelstadel und eine kleine Hütte, alle aber nicht mehr benutzt.

## Persönlichkeiten
- Florian Muth, Propst 1545–1553 Stift St. Florian[29]
- Leopold I. Zehetner, Propst 1612–1645 Stift St. Florian, erzherzoglicher und kaiserlicher Rat[29][30]
- Florian Banhuber, Bürgermeister des Marktes St. Florian von 1864 bis 1879[31], ließ 1863–1868 das Zehetnergut durch Martin Breinesberger neu als Vierkanthof erbauen[32]

## Denkmalgeschützte Objekte
Objekte in der Katastralgemeinde Gemering, vgl. Liste der denkmalgeschützten Objekte in St. Florian (Linz-Land):
- Neolithische Kreisgrabenanlage Ölkam (Denkmallisteneintrag)
- Ur- und frühgeschichtliche Fundzone Tödling (Denkmallisteneintrag)